# Riba kao hrana
Riba kao hrana važan je izvor proteina i drugih hranjivih tvari za ljude kroz povijest. Mnoge vrste riba konzumiraju se kao hrana u gotovo svim regijama svijeta. 
U kulinarskom i ribolovnom kontekstu, riba može uključivati: školjke, mekušce i rakove. U mnogim jezicima uključujući hrvatski, isto je ime za ribu u smislu životinje i za hranu pripremljenu od nje, a drugačiji je slučaj npr. kod svinje (svinjetina) ili goveda (govedina). U španjolskom jeziku drugačiji je naziv za ribu u smislu životinje „peces”, a drugačiji naziv za ribu u smislu hrane „pescado”. 
Od 1961. prosječni godišnji porast globalne potrošnje ribe (3,2 posto) nadmašio je rast stanovništva (1,6 posto) i premašio potrošnju mesa svih kopnenih životinja, zajedno (2,8 posto) i pojedinačno (govedina, ovčetina, svinjetina i dr.), osim peradi (4,9 posto). Potrošnja ribe po glavi stanovnika porasla je s 9,0 kg 1961. na 20,2 kg 2015., po prosječnoj stopi od oko 1,5 posto godišnje. Širenje potrošnje nije potaknuto samo povećanim uzgojem ribe, već i kombinacijom mnogih drugih čimbenika, uključujući smanjenje otpada u hrani, bolju iskorištenost, poboljšane distribucijske kanale i povećanje potražnje povezano s rastom stanovništva, rastom prihoda i urbanizacijom.
Europa, Japan i Sjedinjene Američke Države zajedno činili su 47 posto ukupne svjetske potrošnje ribe 1961. godine, ali samo oko 20 posto 2015. godine. Od ukupno 149 milijuna tona ribe u 2015., Azija je potrošila više od dvije trećine (106 milijuna tona - 24 kg po stanovniku). Oceanija i Afrika konzumirale su najmanji udio. Ovaj pomak rezultat je strukturnih promjena u sektoru, posebice sve veće uloge azijskih zemalja u proizvodnji ribe, kao i značajnog jaza između stopa gospodarskog rasta zrelijih svjetskih tržišta i onih u razvoju, posebice u Aziji.
Neka od hrvatskih jela s ribama su: fiš paprikaš, šarani na rašljama, riba na gradele, brodet, riba ispod peke i dr.

## Galerija
- Riba na tržnici.
- Riba s blitvom.
- Dimljeni losos.
- Riba u košarama.
- Losos, komarča i brancin na roštilju